# Maliattha renalis
Maliattha renalis là một loài hatoki hacked trong họ Noctuidae.